# Vihtasaaret (ö i Norra Karelen, Joensuu, lat 62,96, long 30,71)
Vihtasaaret är en ö i Finland. Den ligger i sjön Koitere och i kommunen Ilomants i den ekonomiska regionen  Joensuu ekonomiska region  och landskapet Norra Karelen, i den östra delen av landet, 400 km nordost om huvudstaden Helsingfors. Öns area är 3,7 hektar och dess största längd är 340 meter i sydväst-nordöstlig riktning.  Notera att namnet antyder att det är fråga om flera öar.